# Pražákův palác
Pražákův palác je jednou z pěti budov Moravské galerie v Brně a sídlo jejího ředitelství. Jde o výraznou neorenesanční budovu, kterou si původně v letech 1873 a 1874 nechal postavit politik JUDr. Alois Pražák jako nájemní dům. Stálá expozice v Pražákově paláci se zaměřuje na prezentaci umění od 20. století po současnost. V objektu jsou rovněž prostory pro krátkodobé výstavní projekty. Přiléhá k němu nádvoří se sochařským parkem a kavárnou PRAHA. Nachází se zde také odborná knihovna se studovnou, dětská Herna, otevřený depozitář či knihkupectví.
Palác je chráněn jako kulturní památka České republiky.

## Historie
Ideovým a uměleckým spojením dvou solitérních paláců - Besedního domu a Pražákova nájemního domu - situovaných na nároží okružní Alžbětiny ulice (dnes Husova) a přilehlého Alžbětina (dnes Komenského) náměstí, vytvořil v letech 1869-1874 vídeňský architekt Theophil von Hansen jeden z nejpozoruhodnějších neorenesančních souborů na Moravě. Nájemní dům si dal postavit v letech 1873-1874 český politik, představitel Moravské národní strany, JUDr. Alois Pražák (1820-1901) ve stylu severoitalské pozdní renesance. Přísné členění východní fasády s vysokým bosovaným soklem prolomeným malými okny připomíná severoitalské pevnostní paláce a deklaruje tak národně vyhraněný postoj stavebníka k německy orientované brněnské radnici.
Po roce 1948 přešel dům do majetku státu, v prvním patře i nadále zůstal byt Pražákovy dědičky, většina bytů byla proměněna v úřadovny. V roce 1985 tehdejší Jihomoravský krajský národní výbor převedl dům do vlastnictví Moravské galerie. Teprve roku 1990 vyčlenilo ministerstvo kultury finanční prostředky na generální rekonstrukci zdevastovaného Pražákova domu a jeho proměnu v obrazárnu Moravské galerie. Arch. Jiří Kopřiva navrhl koridorové řazení sálů podobné Stirlingovu řešení Státní galerie ve Stuttgartu. To do jisté míry ovlivnilo koncepci instalace stálé expozice moderního a současného umění, která byla otevřena roku 1994, v nové podobě pak v letech 2001 a 2002.
V roce 2015 se koncepce výstavních prostor opět pozměnila a od 1. 12. se mohou návštěvníci sklouznout v čase, a to z expozice Moderního umění ve druhém patře do expozice Nového umění v patře prvním. Nově je částečně zpřístupněný depozit soch v suterénu, který umožňuje návštěvníkovi nahlédnout do zákulisí galerijního provozu.

## Výstavní prostory
Přízemí budovy
- krátkodobá výstava
První patro

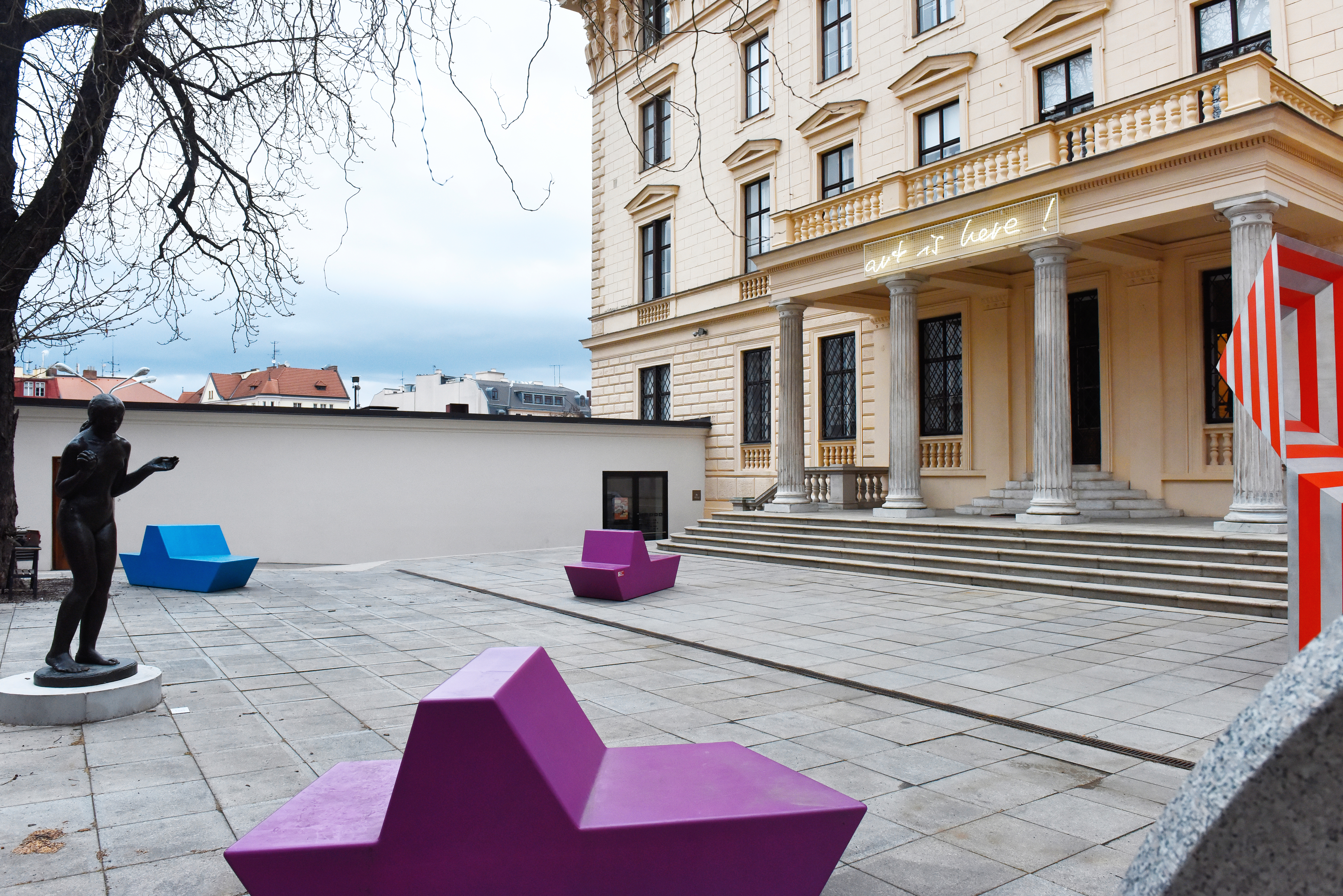
Nádvoří Pražákova paláce

- stálá expozice ART IS HERE: Nové umění 
Druhé patro
- stálá expozice ART IS HERE: Moderní umění 
Třetí patro
- knihovna
Čtvrté patro - Atrium
- krátkodobá výstava

## Stálé expozice

### ART IS HERE: Moderní umění

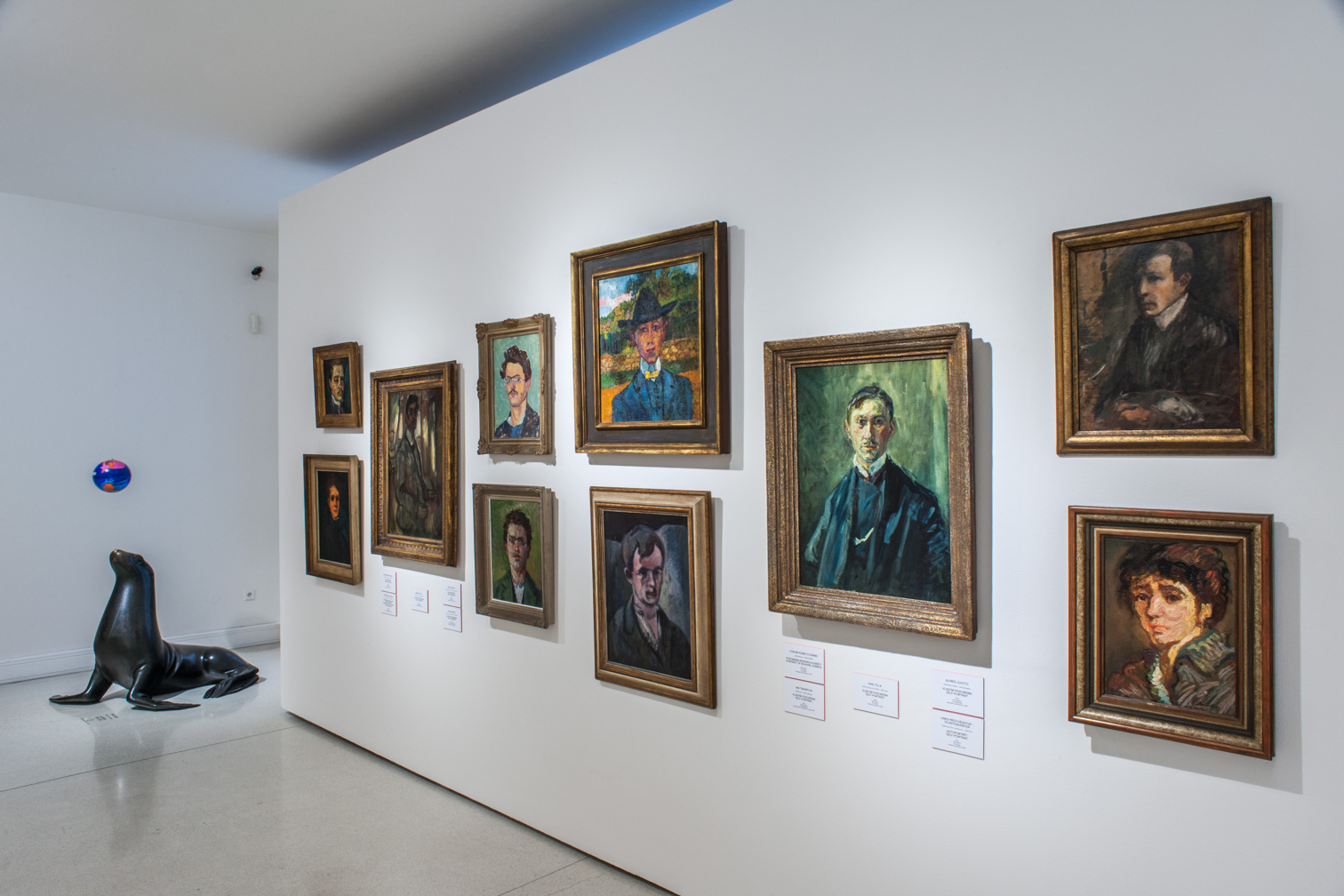
ART IS HERE: Moderní umění

Ve druhém patře Pražákova paláce se nachází nově zrekonstruovaná stálá expozice Moderního umění zaměřená na prezentaci tvůrců české moderny a meziválečné avantgardy (Bohumil Kubišta, Antonín Procházka, Jan Zrzavý, Václav Špála, Josef Čapek, Josef Šíma, Jindřich Štyrský, Toyen atd.). Její nová koncepce doznala oproti dřívější podobě několik změn a rozšíření.
Zastoupení vystavených exponátů je od původního řešení obohaceno o představení okruhu autorů spojených s brněnskou odnoží uměleckého seskupení Devětsil nebo sochařský ostrov zpracovaný Maximem Velčovským, který prezentuje netradiční rozmístění prostorových exponátů Moravské galerie. Pokračováním této expozice je částečně zpřístupněný depozit soch v suterénu Pražákova paláce, který umožňuje divákům nahlédnout do zákulisí galerijního provozu.
K dalším novinkám patří vyhrazení jedné místnosti pro dílčí výstavy "prací na papíře" a jiné krátkodobé projekty, které budou pravidelně oživovat stálou expozici. Jako první zde jsou instalovány ukázky z tvorby a osobního archivu jednoho z nejvýznamnějších malířů spojených s Brnem Františka Foltýna.
"Sbírkotvorné státní instituce zabývající se prezentováním volného či užitého umění vnímám jako skladiště informací, které byly kurátory posbírány v kontextu konkrétního místa a doby. Moji instalaci nevnímám jako tradiční přehlídku "best of", ale jako intervenci do tohoto skladiště plného rozlišných názorů, myšlenek či formálních přístupů. Na konkrétních dílech mne nezajímá pouze jejich ukončenost v době vzniku, ale rovněž nové interpretace, které mohou vyvstávat na povrch díky situaci, ve které se objeví či vystaví dnes." říká Maxim Velčovský ke své spolupráci s Moravskou galerií.
Kurátoři: Ondřej Chrobák, Petr Ingerle.

### ART IS HERE: Nové umění

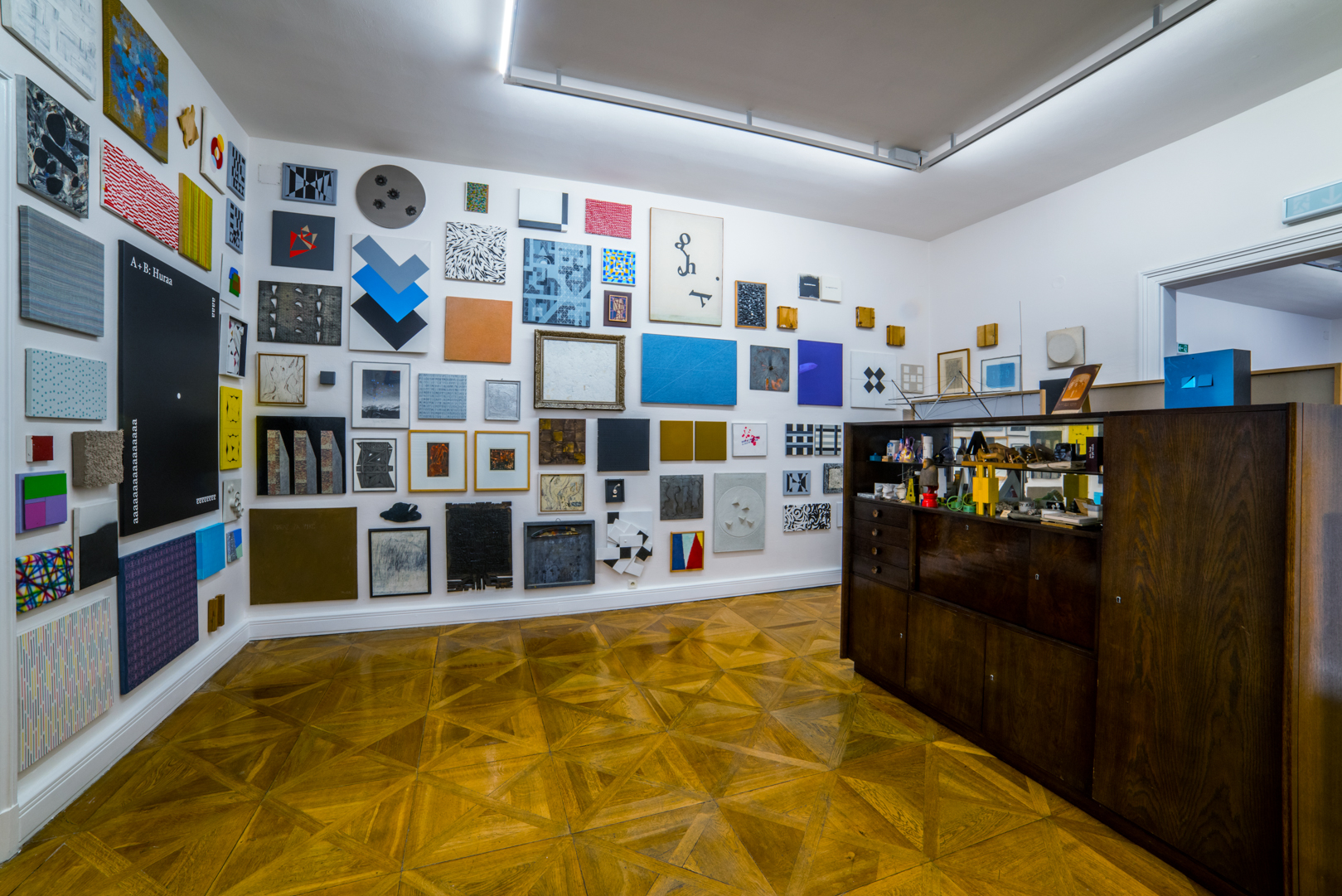
ART IS HERE: Nové umění

Nová expozice přináší vybrané kapitoly a příběhy umění po roce 1945. Její osu tvoří umělecká sbírka a archiv Jiřího Valocha - klíčové osobnosti nejen kulturního Brna. Výstava dokumentuje zásadní projevy nového umění a mapuje jeho lokální předpoklady i mezinárodní přesahy.
Jiří Valoch vytváří centrální uzel umělecké sítě českých a zahraničních autorů, jako byl Dalibor Chatrný, Radek Kratina, Jiří Hynek Kocman, Dick Higgins, Ben Vautier, Heinz Gappmayr, Imre Bak, Dora Maurer a mnozí další. Pozoruhodným dokladem bohatosti vzájemných kontaktů - uzavřeným hranicím navzdory - je Neviditelná socha od Josepha Beuyse, kterou Jiřímu Valochovi zaslal formou pohlednice na sklonku roku 1979. I samotný název expozice: ART IS HERE byl převzat z pohlednic, které si Valoch posílal se svými přáteli.
Expozice se rozprostírá v celkem dvanácti místnostech prvního patra Pražákova paláce. Výraznou doménou je sál se skluzavkou. Do síně s dílem Dalibora Chatrného se mohou návštěvníci sklouznout z obnovené stálé expozice moderního umění ve druhém patře. V dalších místnostech se představí postsurrealistická tvorba, landartové realizace nebo geometrická abstrakce. Samostatná místnost je věnovaná textových instalacím Jiřího Valocha, které autor umisťoval přímo na stěny galerií. Další ze sálů rekonstruuje přímo situaci v jeho bytě přeplněném uměním. Mezi vystavovanými umělci je taky Milan Knížák a jeho postmoderní nábytek nebo koláže z vinylových desek. Prostor dostalo také dílo Mariana Pally. Stěžejní jsou jeho procesuální malby, které jsou vystaveny společně s fotodokumentací jejich vzniku v ateliéru na Kotlářské.
Překvapení v podobě vystaveného tatraplánu čeká návštěvníky na konci expozice. Umělecky upravený tatraplán vznikl v osmdesátých letech pro legendární divadelní hru Ananas v režii J. A. Pitínského.
Kurátoři: Ondřej Chrobák a Jana Písaříková.